# Rudunki (Zgierz)
Rudunki – dawniej samodzielna wieś, od 1959 część miasta Zgierza w województwie łódzkim, w powiecie zgierskim. Leżą na północnym wschodzie Zgierza, w rejonie ulicy Dzikiej. 
Rudunki to także jednostka pomocnicza gminy (osiedle) Zgierza położona w północno-wschodniej części miasta, objmująca dawne wsie Rudunki, Stępowizna i Zegrzanki.

## Dawna wieś Rudunki
Rudunki to dawniej samodzielna miejscowość. Od 1867 w gminie Łagiewniki; pod koniec XIX wieku liczyły 148 mieszkańców. W okresie międzywojennym należały do powiatu łódzkiego w woj. łódzkim. W 1921 roku wieś Rudunki liczyła 105 mieszkańców a folwark Rudunki – 85. 1 września 1933 Rudunki utworzyły gromadę w granicach gminy Łagiewniki. Podczas II wojny światowej włączono do III Rzeszy.
Po wojnie Rudunki powróciły do powiatu łódzkiego woj. łódzkim. 13 lutego 1946 zniesiono gminę Łagiewniki, a Rudunki włączono do gminy Lućmierz, gdzie odtąd stanowiły jedną z jej 19 gromad. W związku z reorganizacją administracji wiejskiej jesienią 1954, Rudunki weszły w skład nowej gromady Proboszczewice, oprócz parceli Rudunki, którą włączono do Zgierza.
31 grudnia 1959 Rudunki wyłączono z gromady Proboszczewice, włączając je do Zgierza.

## Osiedle Rudunki
Granice Osiedla Rudunki przebiegają w sposób następujący: od zbiegu granicy PKP z zachodnią granicą działki ulicy Stanisława Fijałkowskiego 23 w kierunku północnym do ulicy Przygranicznej, dalej zachodnią granicą ulicy Przygranicznej w kierunku
północnym do przecięcia się przedłużenia ulicy Przygranicznej z granicą administracyjną miasta Zgierza. Następnie wzdłuż północnej granicy administracyjnej miasta Zgierza granica dochodzi do ulicy Szczawińskiej, przecina ją i dalej granicą terenu objętego działaniem Osiedla Rudunki przebiega północno-wschodnią granicą miasta Zgierza aż do jej przecięcia z rzeką Bzurą. Północną granicą rzeki Bzury biegnie w kierunku północno-zachodnim do przecięcia ze wschodnią granicą linii kolejowej Łódź Kaliska – Bednary, a następnie jej wschodnią granicą do zbiegu ulic Zegrzanki i Stanisława Dubois. Tutaj granica skręca w kierunku wschodnim i biegnie północną i zachodnią granicą ogrodu działkowego przy ulicy Stanisława Dubois, dochodzi do ulicy Działkowej, a następnie południową granicą ulicy Działkowej do przecięcia z granicą PKP. Stąd granica biegnie północną granicą PKP w kierunku północno-zachodnim do zbiegu granicy PKP z zachodnią granicą działki ulicy Stanisława Fijałkowskiego 23.

## Galeria

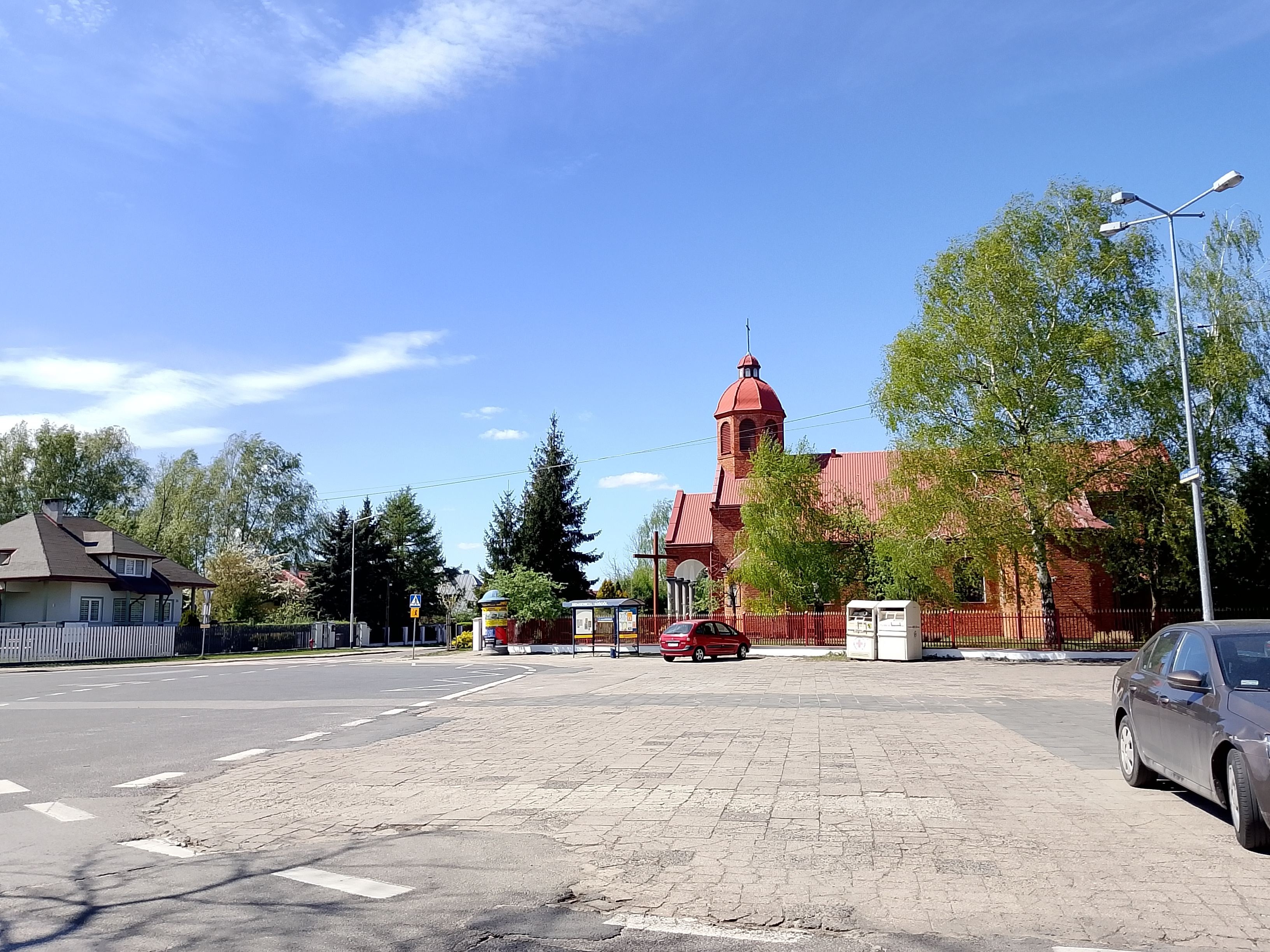
Przystanek autobusowy: Sienkiewicza/Kościół
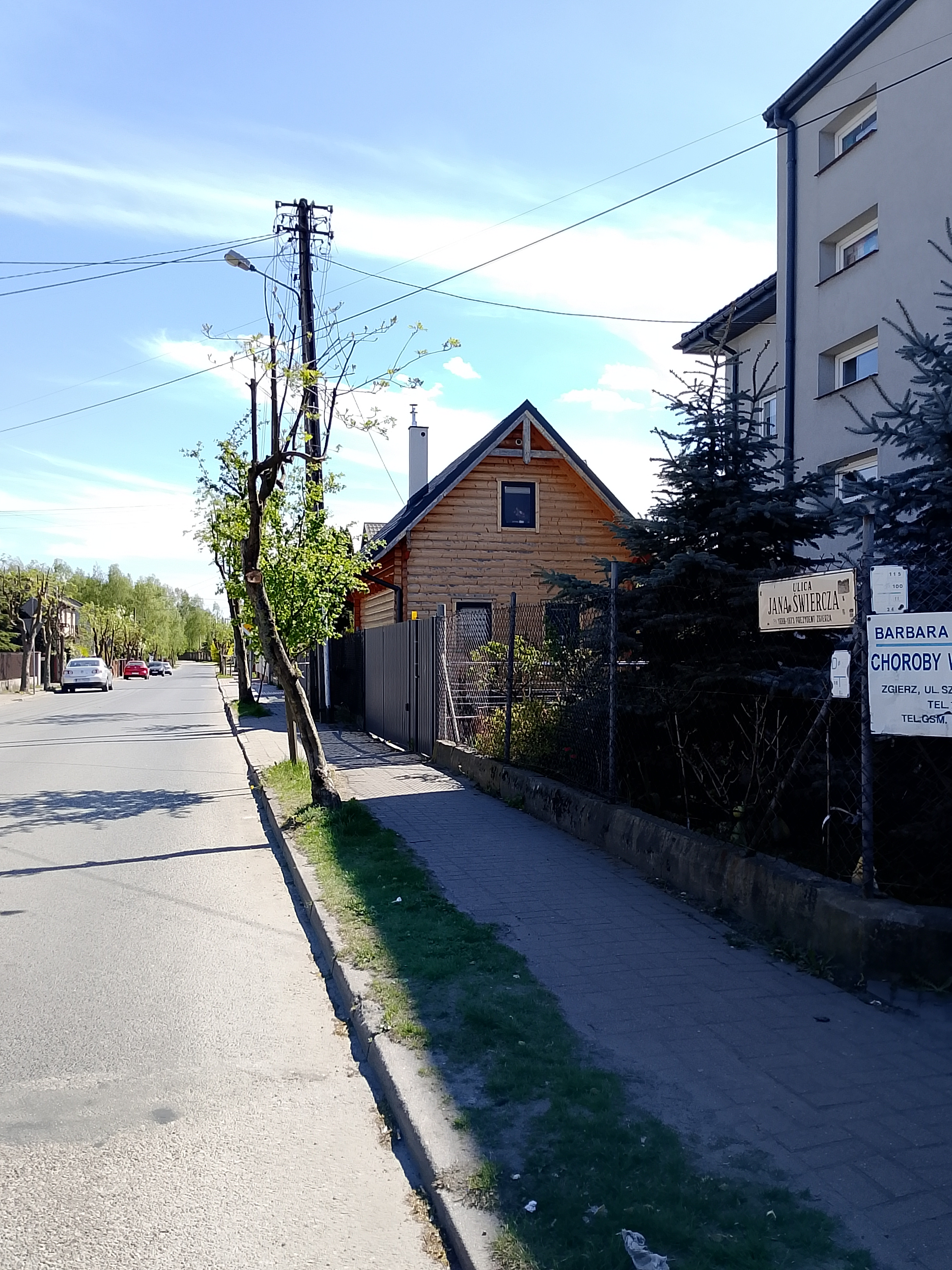
Ulica Jana Świercza
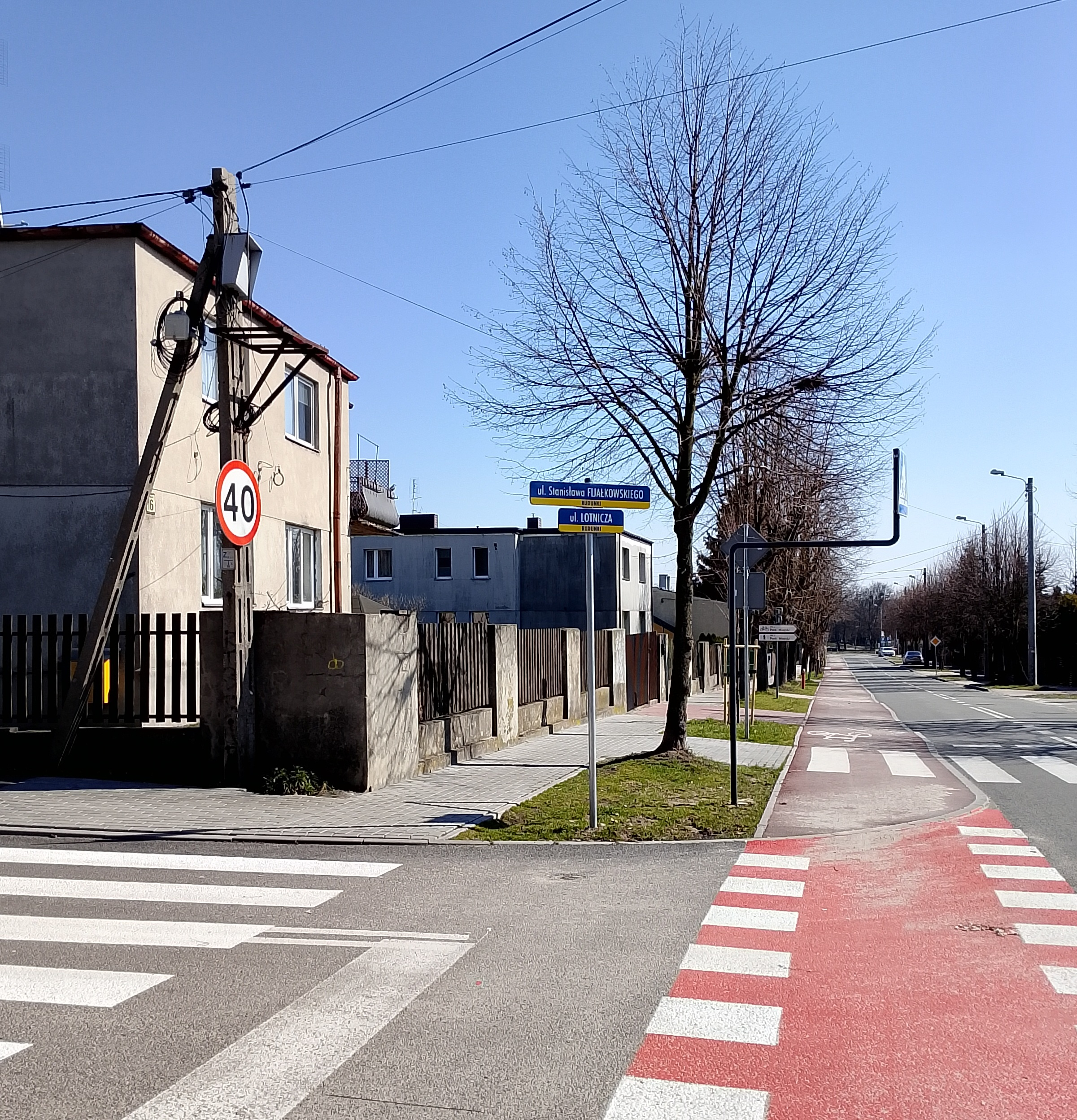
Ulica Stanisława Fijałkowskiego.
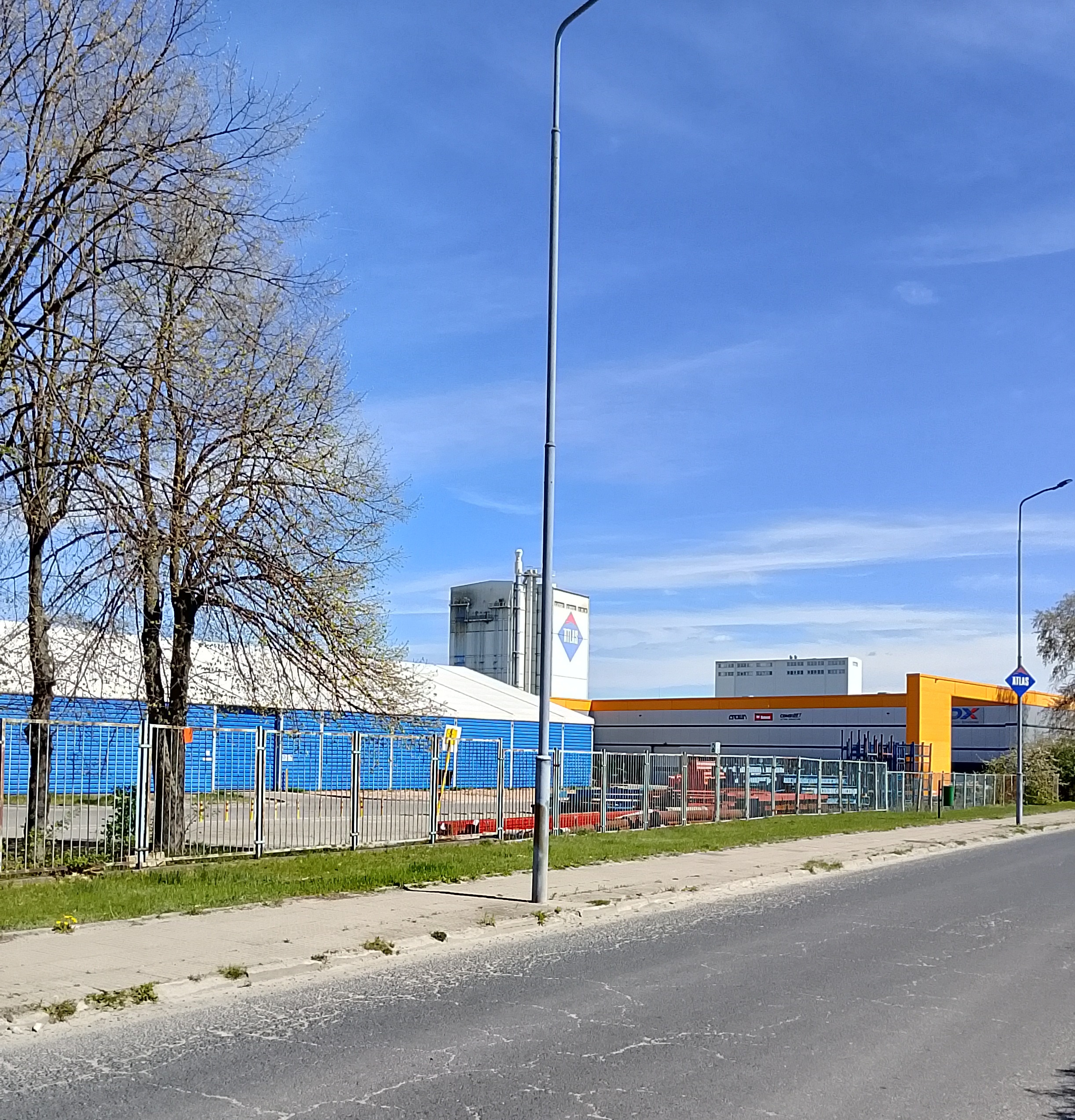
Wytwórnia Klejów i Zapraw Budowlanych „Atlas”
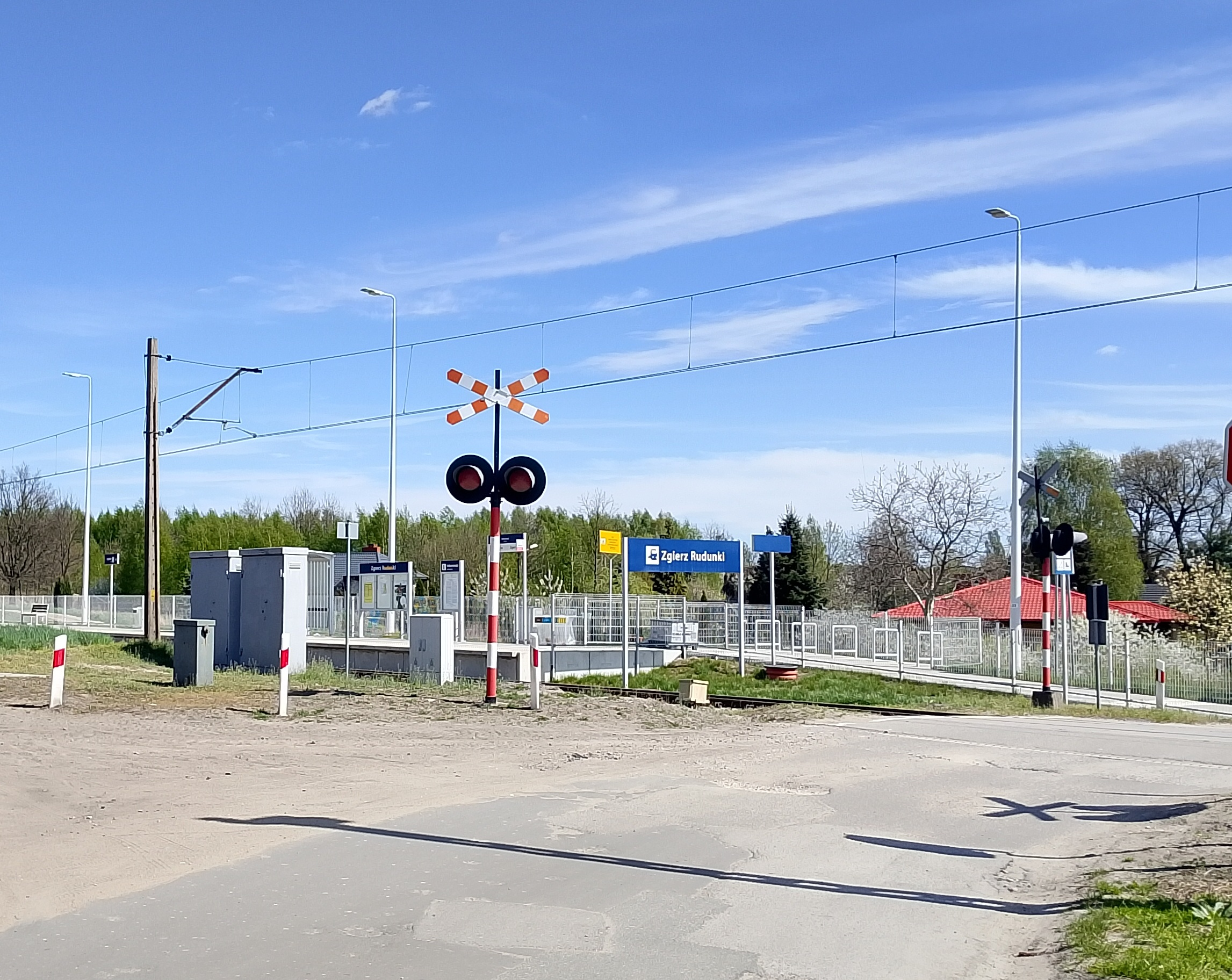
Stacja kolejowa Zgierz Rudunki.

## Adres Rady Osiedla
Osiedle Rudunki w Zgierzu
95-100 Zgierz, ul. Fijałkowskiego 2